# Venejärvi (république de Carélie)
Venehjärvi (en carélien : Venehjärvi, en finnois : Papinkoski, en russe : Су́днозеро, Sudnozero) est une municipalité de l'okroug de Kostamus en république de Carélie.

## Démographie
Recensements (*) ou estimations de la population
| 2009 | 2010 | 2013 | - |
| ---- | ---- | ---- | - |
| 2    | 4    | 3    | - |